# Moor Park Golf Club
De Moor Park Golf ClubMoor Park is een golfclub. De club is gevestigd op Moor Park, een landgoed van ruim 121 hectare (300 acres) in Rickmansworth, ten noorden van Londen.

## Geschiedenis
Het huidige huis op Moor Park dateert uit 1720, toen de nieuwe eigenaar Benjamin Styles het bestaande bakstenen huis liet staan maar eromheen een veel groter huis van Portlandsteen liet bouwen. De volgende eigenaar was Lord Anson, die het park liet aanleggen. Daarna werd de eerste Lord Ebury eigenaar van Moor Park.
In 1923 verkocht een latere Lord Ebury zijn landgoed aan Lord Leverhulme. Deze gaf opdracht aan Harry Colt om er drie golfbanen aan te leggen, de East Course, de West Course en de High Course. In 1937 werd het landgoed verkocht aan de gemeente, die van de East Course een openbare baan maakte. De West Course werd veranderd tot de baan die er nu nog ligt.
Tijdens de Tweede Wereldoorlog werd het huis in beslag genomen door de geallieerden. Een van de kamers wordt nog de Arnhem Room genoemd omdat daar de plannen werden gemaakt voor de Slag om Arnhem.
In 1994 kochten de leden het landgoed van de gemeente, waarna een uitgebreide restauratie van het huis begon.

## Golf
Er zijn twee volwaardige toernooibanen, de High Course en de iets kortere West Course, beide aangelegd door Harry Colt in 1923. Er worden op de High Course regelmatig nationale en internationale toernooien gespeeld:
- Carris Trophy: jaarlijks 1935 - 1987 en nu om de 4 jaar
- Bob Hope Classic: 1981-1990
- Spalding Silver King in 1949, gewonnen door Dick Burton
- Uniroyal International Championship in 1977 en 1978
- Four Stars Pro-Celebrity in 1983, 1985, 1986, 1987, 1988, 1989, 1990
- Woolmark Ladies European Match Play Championship
- Women's British Open in 1985, gewonnen door Betsy King

Toen Dick Burton de Silver King won, verdiende hij £350 , dat was 50 pond meer dan Bobby Locke dat jaar kreeg toen hij het Brits Open won.

## Tennis
Er zijn zeven grasbanen, drie gravelbanen en drie hardcourt banen. Twee banen kunnen 's avonds verlicht worden.